# محاصره پترا (۵۴۱)
محاصره پترا در سال ۵۴۱ میلادی هنگامی که شاهنشاه ساسانی خسرو انوشیروان شهر پترا تحت کنترل امپراتوری بیزانس در لازستان را محاصره کرد، رخ داد. ساسانیان با موفقیت قلعه این شهر را تصرف کردند.